# Ahl-e Hadith

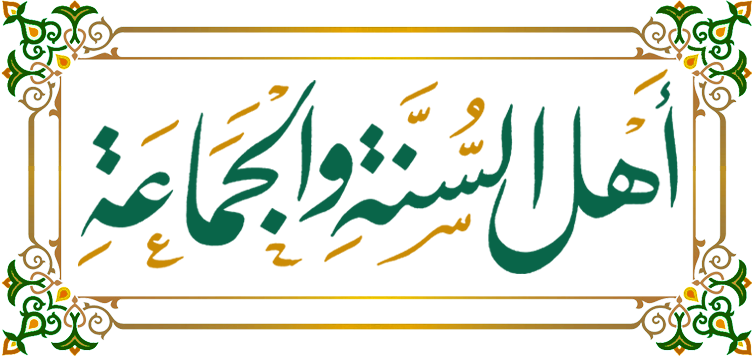
‎Tipografia da frase “Ahl As-sunnah Wa l-jamāʻah”.

Ahl-e Hadith (em Urdu اہل حدیث, ahl-e hadīs o ahl-i hadith) é uma corrente islâmica que tem presença, principalmente, no Oriente Médio e Ásia Meridional, particularmente no Paquistão e na Índia. O termo Ahl-e Hadîs se alterna habitualmente com o salafismo dawah.

## Representantes importantes
1. Nazîr Husain Dihlawi (1805–1902)
2. Siddîq Hasan Khân (1832–1890)
3. Abdullâh Ghaznawî († 1881)
4. Muhammad Husain Batâlwî († 1920)
5. Sanâ'ullâh Amritsarî (1868–1948)
6. Ihsân Ilâhî Zahîr (1946–1987)